# Търговско право
Търговското право (ТП) е дял от частното право, представляващо система от норми, които регулират правното положение на търговците и отношенията, в които те влизат в процеса на осъществяване на дейността си.

## Предмет на регулиране
a) търговско правните субекти (търговци). ТП урежда тяхната правоспособност, организация и правна индивидуализация.

б) търговските правоотношения, възникващи на базата на правната норма, по силата на осъществени юридически факти и състоящи се от търговски права и задължения. Този тип отношения имат имуществено-правен характер и налагат поне една от страните да е търговец. Когато има взаимоотношения между двама търговци те се наричат двустранни търговски правоотношения, а когато едната страна е нетърговец – едностранни.

## Принципи на търговското право
1. Принцип на правната самостоятелност и автономия на частноправните субекти
2. Принцип на равенството на частноправните субекти – субектите имат право на еднакви условия за упражняване на правата си
3. Възмездно-еквивалентен характер на търговските отношения – заплащане на стоки и услуги
4. Свобода на конкуренцията и забрана за нелоялна конкуренция